# Ryūgajō Nanana no maizōkin
Ryūgajō Nanana no maizōkin (龍ヶ嬢七々々の埋蔵金? lett. "Il tesoro sepolto di Nanana Ryūgajō"), anche nota come Nanana's Buried Treasure, è una serie di light novel scritta da Kazuma Ōtorino e illustrata prima da Akaringo e poi da Non. Dodici volumi sono stati pubblicati da Enterbrain, sotto l'etichetta Famitsū Bunko, a partire dal 30 gennaio 2012. Una serie di light novel spin-off, intitolata Ikkyū Tensai no kiwamete fuhon'i na meisuiri, ha avuto inizio il 30 agosto 2013. Un adattamento manga ha iniziato la serializzazione sul Famitsū Comic Clear sempre di Enterbrain il 19 gennaio 2012, mentre un adattamento anime, prodotto da A-1 Pictures, è stato trasmesso in Giappone nel contenitore noitaminA di Fuji TV tra il 10 aprile e il 19 giugno 2014.

## Trama
Jūgo Yama è uno studente costretto a trasferirsi in un liceo sull'isola artificiale Nanaejima, dove a causa del suo budget ridotto sceglie un appartamento dall'affitto piuttosto basso. Appena arrivato, Jūgo scopre però che la sua nuova casa è infestata dal fantasma di Nanana Ryūgajō, ossia una ragazza molto bella, ottimista e NEET che dieci anni prima era stata trovata misteriosamente uccisa proprio qui: la ragazza è infatti legata al luogo in cui è morta e per questo motivo non può lasciarlo in alcun modo. Commosso dalla storia della sua particolare coinquilina, Jūgo decide allora di continuare a vivere con lei per tenerle compagnia e, intanto, i membri del club d'avventura della sua scuola lo invitano a partecipare a una caccia al tesoro sull'isola per trovare tutti gli oggetti della cosiddetta "collezione di Nanana", i quali pare siano dotati di misteriosi poteri.

## Personaggi

Da sinistra verso destra: Shiki, Daruku, Tensai, Jūgo, Nanana, Isshin, Yū, Kagetora, Yukihime e Shū

### Personaggi principali
Jūgo Yama (八真 重護?, Yama Jūgo)
Doppiato da: Yūki Ono
Un ragazzo energico che possiede un'impressionante capacità di resistenza e che ha un debole per le ragazze vestite da cameriera. Decide di aiutare Nanana a trapassare, anche se col passare del tempo inizia a chiedersi se ciò è davvero la cosa migliore per lei. Si unisce al club d'avventura per scoprire più informazioni su Nanana e per partecipare alla ricerca dei pezzi della sua collezione sparsi sull'isola. È l'erede dei Matsuri, un'antica organizzazione "nobile" di ladri che afferma di rubare soltanto ai malvagi, ma è stato esiliato su Nanaejima proprio perché si è rifiutato di prendere il posto di suo padre. Nonostante ciò, è piuttosto bravo a rubare tesori, tanto che riesce a precedere Tensai, Isshin e persino alcuni membri dei Matsuri diverse volte, anche se Tensai alla fine se ne è accorta sempre. Jūgo afferma di non credere di fare le cose per gli altri e di non credere di poter rinunciare a qualsiasi cosa per qualcuno. L'unico pezzo della collezione di Nanana in suo possesso è un grande gioiello che permette al suo utilizzatore di capire quando gli altri mentono, un oggetto che originariamente apparteneva ad Ikkaku e che egli è riuscito a recuperare prima dell'arrivo dei membri dei Matsuri, ai quali ha poi consegnato un falso.
Nanana Ryūgajō (龍ヶ嬢 七々々?, Ryūgajō Nanana)
Doppiata da: Rui Tanabe
Il fantasma legato alla stanza di Jūgo sin dal suo assassinio avvenuto dieci anni prima. Impossibilitata a lasciare l'appartamento, Nanana trascorre le giornate a giocare ai videogiochi e a mangiare il suo unico cibo preferito, ovvero il pudding. Il suo stile di vita è praticamente uguale a quello dei NEET ma, sebbene non si annoi mai, Nanana si sente sola fino all'arrivo di Jūgo. Da viva, era un'avventuriera estremamente famosa sull'isola, che faceva parte del gruppo chiamato Grandi 7 e che scopriva numerosi tesori di continuo. Dopo il suo omicidio rimasto irrisolto, i suoi oggetti diventarono il più grande segreto dell'isola. Nanana è la sola a conoscenza del luogo in cui sono nascosti tutti i suoi tesori, delle trappole che li proteggono e dei loro poteri, ma non rivela queste informazioni a nessuno poiché, in quanto avventuriera, secondo lei i segreti e i rischi fanno parte della preziosa esperienza che si accumula durante la ricerca. Tra i suoi oggetti vi sono sia tesori che artefatti con ogni genere di potere provenienti da tutto il mondo. Il suo tesoro, la cui localizzazione è andata perduta dopo la sua morte, è stato chiamato "il tesoro sepolto di Nanana", mentre invece i suoi artefatti, che sono stati sparpagliati per tutta Nanaejima da un gruppo sconosciuto chiamato "Leprechaun", sono stati definiti la "collezione di Nanana".
Tensai Ikkyū (壱級 天災?, Ikkyū Tensai)
Doppiata da: Kana Asumi
Una compagna di classe di Jūgo. È una ragazza dal genio indiscusso che si diverte a risolvere misteri e che aspira a diventare un giorno una detective, anche se già si riferisce a se stessa come tale. Pur essendo molto intelligente, fa fatica a spiegare le proprie deduzioni agli altri, in quanto i suoi ragionamenti sono talmente veloci che non riesce ad esprimerli appieno. Si trasferisce nell'appartamento accanto a quello di Jūgo e diventa la sua vicina di casa. È a conoscenza del fatto che Jūgo è collegato ai Matsuri e per questo motivo dichiara che è un suo rivale, inseguendolo frequentemente e certe volte sperando addirittura di beccarlo in qualche attività criminale. Possiede solo un pezzo della collezione di Nanana, ovvero un amuleto che si dice abbia la capacità di esorcizzare. Ogni volta che incontra qualcuno, gli chiede prima il suo nome e poi il suo "vero nome".
Daruku Hoshino (星埜 ダルク?, Hoshino Daruku)
Doppiata da: Kana Hanazawa
Un compagno di classe di Jūgo e l'assistente di Tensai. È un ragazzo dall'aspetto e dalla personalità femminili che di solito si veste o da cameriera o con l'uniforme femminile della scuola. Prova una certa attrazione nei confronti di Tensai ed ogni tanto le offre del cibo solo per poi considerare se usare le sue stesse posate o meno.

### Membri del club d'avventura
Isshin Yuiga (唯我 一心?, Yuiga Isshin)
Doppiato da: Kazuyuki Okitsu
Uno studente del terzo anno e il presidente del club d'avventura. È ossessionato dai pezzi della collezione di Nanana, nonché dai suoi misteriosi poteri. Tradisce Jūgo e Tensai in ben due occasioni, ma entrambe le volte le cose non gli vanno per il verso giusto. È molto popolare con le ragazze e, tra gli oggetti della collezione di Nanana che è riuscito a recuperare, vi sono una teiera che può far uscire tè anche quando non ne contiene più e un paio di occhiali che gli permettono di copiare il sapere e le abilità delle persone che osserva. Dopo aver tradito Jūgo e Tensai la prima volta, riesce ad ottenere anche un bastone magico capace di esaudire i desideri, ma più tardi gli viene sottratto da Ikkaku con la forza.
Yū Ibara (茨 夕?, Ibara Yū)
Doppiata da: Eri Suzuki
La vicepresidentessa del club d'avventura. È molto leale ad Isshin e si irrita subito quando qualcuno parla male di lui.
Kagetora Tsurezure (徒然 影虎?, Tsurezure Kagetora)
Doppiato da: Yūki Hayashi
Un membro del club dotato di grande intelligenza.
Kasumi Konjō (今生 霞?, Konjō Kasumi)
Doppiata da: Ayako Kawasumi
Uno dei fondatori del club d'avventura della scuola e un vecchio residente della stanza di Nanana. Grazie al suo manuale di istruzioni segreto, Jūgo impara come avere a che fare con la sua coinquilina.
Hiiyo Ikusaba (戦場 緋夜?, Ikusaba Hiiyo)
Doppiato da: Tomokazu Sugita
Il vicepresidente del club d'avventura originale e l'antagonista principale della storia. Ritiene che la ragione stia dalla parte della forza e non esita a ricattare, usare la forza bruta oppure sacrificare qualcuno per ottenere ciò che vuole. La prima generazione del club d'avventura fu sul punto di sciogliersi proprio perché egli fece rimanere fisicamente paralizzata una compagna dopo averla usata come sacrificio per ottenere un altro pezzo della collezione di Nanana. In seguito lasciò il club e prese la propria strada, ritenendo che i suoi nuovi compagni non erano all'altezza di quelli originali. Dopo aver minacciato Saki per avere più informazioni sul pezzo della collezione di Nanana che le aveva detto di recuperare, prima si ritrova ad affrontare il club all'interno della stanza del tesoro e poi viene intercettato dai membri dei Matsuri sotto ordine di Jūgo. Tra gli oggetti della collezione di Nanana che è riuscito a recuperare, vi sono una cintura che può evocare nuvole e pioggia, un paio di stivali che gli permettono di immergersi nelle ombre e un anello che può imporre ordini mentali agli altri. Anche lui è stato un residente dello stesso appartamento di Jūgo, ma poi fu sfrattato da Shiki in quanto stava sempre fuori e non teneva mai compagnia a Nanana.

### Matsuri
Padre di Jūgo
Doppiato da: Rikiya Koyama
Il tredicesimo leader dei Matsuri. Ha esiliato Jūgo dall'organizzazione quando questi si è rifiutato di diventare il suo successore. Anche lui sta collezionando il tesoro di Nanana e, sebbene abbia dichiarato che ha intenzione di usarlo per conquistare il mondo, Jūgo non l'ha preso sul serio.
Yukihime Fugi (不義 雪姫?, Fugi Yukihime)
Doppiata da: Mamiko Noto
Una ragazza del college e uno dei membri di alto grado dei Matsuri. Conosce Jūgo da molto tempo ed è la sua insegnante di arti marziali. Siccome è arrabbiata con lui per aver lasciato i Matsuri, Jūgo per farsi perdonare più tardi le regala un pezzo della collezione di Nanana, ovvero una penna capace di sparare delle catene che tengono bloccato l'avversario a terra impedendogli la fuga.
Shū Todomatsu (椴松 鷲?, Todomatsu Shū)
Doppiato da: Kōsuke Toriumi
Un giovane membro agli ordini di Yukihime. È un maestro del travestimento, più noto col soprannome di "cento-facce".

### Grandi 7
Ikkaku Shunjū (一鶴 春秋?, Shunjū Ikkaku)
L'amministratore dell'isola.
Shiki Maboro (真幌 肆季?, Maboro Shiki)
Doppiata da: Yumi Uchiyama
La proprietaria dell'appartamento affittato da Jūgo. Quando Nanana era ancora viva, lei era la sua migliore amica e spesso le due andavano insieme a fare esplorazioni sull'isola insieme al resto del gruppo dei Grandi 7. Spera che Jūgo possa tirare su di morale Nanana e farle compagnia.

### Tre teschi
Sansa Kurosu (黒須 参差?, Kurosu Sansa)
Doppiata da: Harumi Sakurai
Il leader dei Tre teschi e il capo del sottosuolo di Nanaejima. Era un membro dei Grandi 7, ma più tardi fu bandita dal gruppo. Tra gli oggetti della collezione di Nanana che è riuscita a recuperare, vi sono una benda sull'occhio che le permette di vedere da vicino la vista delle persone, una freccia che può indicare il luogo di un oggetto specifico all'utilizzatore e una grande tigre bianca.
Tetsunoshin Tsujimi (辻深 鉄之進?, Tsujimi Tetsunoshin)
Doppiato da: Yoshimasa Hosoya
Un membro dei Tre teschi e un compagno di classe di Jūgo. "Tetsu" porta sempre con sé una vera spada giapponese che sa usare abilmente. Inoltre egli passa la maggior parte del tempo a proteggere Saki ed è pronto a fare qualsiasi cosa per il suo bene, anche se rifiuta qualsiasi tipo di coinvolgimento romantico.
Saki Yoshino (吉野 咲希?, Yoshino Saki)
Doppiata da: Misaki Kuno
Un membro dei Tre teschi e una studentessa del primo anno nella stessa scuola di Jūgo. Sansa l'ha soprannominata Yun perché "assomiglia a uno 'Yun'". Soffre leggermente di androfobia, ma in genere riesce a stare vicino ai maschi che ha già conosciuto. È stata colei che ha accettato il lavoro di Ikusaba di recuperare il tesoro all'interno di alcune rovine particolari, finendo poi per fallire e rimanere gravemente ferita. Da quel momento in poi è sparita per diversi giorni e quando è riapparsa non aveva più alcuna memoria dell'accaduto.

### Altri personaggi
Yurika Yumeji (夢路 百合香?, Yumeji Yurika)
Doppiata da: Kanae Itō
Una compagna di classe di Jūgo che sogna di diventare una scrittrice e che sembra avere una cotta per lui.

## Media

### Light novel
La serie di light novel è stata scritta da Kazuma Ōtorino con le illustrazioni di Akaringo, poi sostituito l'11 luglio 2014 da Nozomi Ōsaka, sotto lo pseudonimo di Non, per motivi di salute. Il primo volume è stato pubblicato da Enterbrain, sotto l'etichetta Famitsū Bunko, il 30 gennaio 2012 e al 28 dicembre 2016 ne sono stati messi in vendita in tutto dodici.
| Nº | Data di prima pubblicazione             | Data di prima pubblicazione                                                 | Data di prima pubblicazione |
| Nº | Giapponese                              | Giapponese                                                                  |                             |
| -- | --------------------------------------- | --------------------------------------------------------------------------- | --------------------------- |
| 1  | 30 gennaio 2012                         | ISBN 978-4-04-727786-1                                                      |                             |
| 2  | 30 marzo 2012                           | ISBN 978-4-04-727925-4                                                      |                             |
| 3  | 30 luglio 2012                          | ISBN 978-4-04-728204-9                                                      |                             |
| 4  | 30 novembre 2012                        | ISBN 978-4-04-728512-5                                                      |                             |
| 5  | 30 aprile 2013                          | ISBN 978-4-04-728799-0                                                      |                             |
| 6  | 26 dicembre 2013                        | ISBN 978-4-04-729210-9                                                      |                             |
| 7  | 29 marzo 2014 (ed. regolare & speciale) | ISBN 978-4-04-729520-9 (ed. regolare) ISBN 978-4-04-729521-6 (ed. speciale) |                             |
| 8  | 26 dicembre 2014                        | ISBN 978-4-04-730116-0                                                      |                             |
| 9  | 29 giugno 2015                          | ISBN 978-4-04-730517-5                                                      |                             |
| 10 | 30 ottobre 2015                         | ISBN 978-4-04-730764-3                                                      |                             |
| 11 | 30 settembre 2016                       | ISBN 978-4-04-734278-1                                                      |                             |
| 12 | 28 dicembre 2016                        | ISBN 978-4-04-734388-7                                                      |                             |

#### Spin-off
Una serie spin-off, dal titolo Ikkyū Tensai no kiwamete fuhon'i na meisuiri (壱級天災の極めて不本意な名推理? lett. "La riluttante deduzione di Tensai Ikkyū"), ha avuto inizio con la pubblicazione del primo volume, sempre sotto l'etichetta Famitsū Bunko, il 30 agosto 2013. Un secondo volume è uscito in data 30 aprile 2015.
| Nº | Data di prima pubblicazione | Data di prima pubblicazione | Data di prima pubblicazione |
| Nº | Giapponese                  | Giapponese                  |                             |
| -- | --------------------------- | --------------------------- | --------------------------- |
| 1  | 30 agosto 2013              | ISBN 978-4-04-729097-6      |                             |
| 2  | 30 aprile 2015              | ISBN 978-4-04-730382-9      |                             |

### Manga
Un adattamento manga, scritto da Kazuma Ōtorino e disegnato da Hitoshi Okuda, ha iniziato la serializzazione sulla webzine Famitsū Comic Clear di Enterbrain il 19 gennaio 2012. Due volumi tankōbon sono stati pubblicati rispettivamente il 15 gennaio e il 15 marzo 2013.

#### Volumi
| Nº | Data di prima pubblicazione | Data di prima pubblicazione | Data di prima pubblicazione |
| Nº | Giapponese                  | Giapponese                  |                             |
| -- | --------------------------- | --------------------------- | --------------------------- |
| 1  | 15 gennaio 2013             | ISBN 978-4-04-728629-0      |                             |
| 2  | 15 marzo 2013               | ISBN 978-4-04-728630-6      |                             |

### Anime
Un adattamento anime di undici episodi, prodotto da A-1 Pictures e diretto da Kanta Kamei, è andato in onda nel contenitore noitaminA di Fuji TV tra il 10 aprile e il 19 giugno 2014. Le sigle di apertura e chiusura sono rispettivamente Butterfly Effect (lett. "Effetto farfalla") delle Shiritsu Ebisu Chūgaku e Kasuka na hisoka na tashika na mirai (微かな密かな確かなミライ? lett. "Un futuro nebbioso, segreto, certo") delle Sphere. In America del Nord gli episodi sono stati trasmessi in streaming in simulcast da Aniplex of America.

#### Episodi
| Nº | Titolo italiano (traduzione letterale) Giapponese 「Kanji」 - Rōmaji                                                                 | In onda        | In onda |
| Nº | Titolo italiano (traduzione letterale) Giapponese 「Kanji」 - Rōmaji                                                                 | Giapponese     |         |
| 1  | Rinnegato ed esiliato 「勘当されて島流し」 - Kandō-sarete shimanagashi                                                               | 10 aprile 2014 |         |
| 2  | Il club d'avventura di terza superiore di Nanaejima 「七重島第三高等部・冒険部」 - Nanae-jima dai san kōtōbu bōkenbu                 | 17 aprile 2014 |         |
| 3  | Le rovine a 1000 metri da terra 「地上1000mの《遺跡》」 - Chijō 1000m no iseki                                                       | 24 aprile 2014 |         |
| 4  | Sogni, ambizioni, negazione ed attrazione 「夢とか野望とか否定とか憧れとか」 - Yume to ka yabō to ka hitei to ka akogare to ka       | 1º maggio 2014 |         |
| 5  | Missione impossibile 「ミッション・インポッシブル」 - Misshon Inposshiburu                                                           | 8 maggio 2014  |         |
| 6  | Alla città delle sorgenti termali 「いざ、温泉街へ」 - Iza, onsen machi e                                                            | 15 maggio 2014 |         |
| 7  | Consulenza per ragazzi cattivi 「悪党のお悩み相談」 - Akutō no o nayami sōdan                                                        | 22 maggio 2014 |         |
| 8  | Uno strano visitatore 「奇妙な来訪者」 - Kimyō na raihō-sha                                                                          | 29 maggio 2014 |         |
| 9  | Uno studio di Hiiyo Ikusaba e Saki Yoshino 「戦場緋夜と吉野咲希についての考察」 - Ikusaba Hiiyo to Yoshino Saki ni tsuite no kōsatsu | 5 giugno 2014  |         |
| 10 | Resa dei conti 「対決」 - Taiketsu                                                                                                   | 12 giugno 2014 |         |
| 11 | La risoluzione di Jūgo Yama 「八真重護が決める覚悟」 - Yama Jūgo ga kimeru kakugo                                                    | 19 giugno 2014 |         |

## Accoglienza
Theron Martin di Anime News Network ha dato all'anime una valutazione complessiva pari a B+.